# Eutrichota levipes
Eutrichota levipes este o specie de muște din genul Eutrichota, familia Anthomyiidae. A fost descrisă pentru prima dată de Giglio-tos în anul 1893. Conform Catalogue of Life specia Eutrichota levipes nu are subspecii cunoscute.